# 闭环MRP
闭环MRP（closed-loop MRP）是在物料需求计划（MRP）的基础上，增加对投入与产出的控制，也就是对企业的能力进行校检、执行和控制。
闭环MRP理论认为，只有在考虑能力的约束，或者对能力提出需求计划，在满足能力需求的前提下，物料需求计划（MRP）才能保证物料需求的执行和实现。在物料需求计划执行之前，要由能力需求计划核算企业的工作中心的生产能力和需求负荷之间的平衡情况。
在闭环MRP之后，又发展出制造资源计划（Manufacturing Resources Planning）简称（MRP-II）。